# Jean-Christophe Valtat
 (août 2011).
Si vous disposez d'ouvrages ou d'articles de référence ou si vous connaissez des sites web de qualité traitant du thème abordé ici, merci de compléter l'article en donnant les références utiles à sa vérifiabilité et en les liant à la section « Notes et références ».
Pour les articles homonymes, voir Valtat.
Jean-Christophe Valtat, né en 1968, est un écrivain, traducteur, enseignant et cinéaste français.

## Biographie
Jean-Christophe Valtat est professeur de littérature comparée à l'Université Paul-Valéry de Montpellier, parallèlement à son activité d'écrivain.
Normalien (promotion 1989), il soutient en 2000 une thèse de doctorat en Littérature comparée sous la direction de Jean Bessière, intitulée "Les figures de la relativité dans Le Temps retrouvé et Finnegans Wake" , qu'il publie en 2004 chez les Éditions Honoré Champion,,.
Écrivain, il écrit aussi bien anglais que dans sa langue natale.

## Œuvres

### Fictions

#### En français
- Exes, Paris, Gallimard, 1997.
- Album, Léo Scheer, 2002.
- 03, Gallimard, 2005[7].

#### En anglais
- Aurorarama, Melville House Publishing, 2010 [8],[9].
- Luminous Chaos, Melville House Publishing, 2013.

### Essais
- Premières Leçons sur L'Éducation sentimentale, un roman d'apprentissage, PUF, collection Major Bac, 1996.
- Culture & figures de la relativité. Le temps retrouvé, Finnegans Wake, Honoré Champion, 2004[3],[4],[5].

#### Direction d'ouvrages
- avec Véronique Léonard, Les Mythes des Avant-gardes, PUBP, 2003.
- avec Valéry Hugotte, Modernités du suranné, PUPB, 2006.

## Traductions
- James Thurber, Le Sexe pour quoi faire ?, éditions du Rocher, 1995.
- P. G. Wodehouse, Un cochon au clair de lune, éditions du Rocher, 1999.

## Films
- Augustine, Les films du Possible, 43 min, noir et blanc, co-scénarisé et co-réalisé avec Jean-Claude Monod, 2003[10].